# Municipio de Guilford (Iowa)
Guilford Township es un municipio inactivo del condado de Monroe, Iowa, Estados Unidos. Según el censo de 2020, tiene una población de 256 habitantes.
Es una subdivisión exclusivamente geográfica, por cuanto el estado de Iowa no utiliza la herramienta de los townships como Gobiernos municipales.

## Geografía
La subdivisión está ubicada en las coordenadas 41°1′59.8″N 92°55′36.0″O / 41.033278, -92.926667 (41.033289, -92.926668). Según la Oficina del Censo de los Estados Unidos, tiene una superficie total de 93.91 km², de la cual 93.89 km² corresponden a tierra firme y 0.02 km² son agua.

## Demografía
Según el censo de 2020, hay 256 personas residiendo en la zona. La densidad de población es de 2.73 hab./km². El 97.66 % de los habitantes son blancos, el 0.78 % son amerindios y el 1.56% son de una mezcla de razas. Del total de la población, el 0.78 % son hispanos o latinos de cualquier raza.